# Trevor Baylis

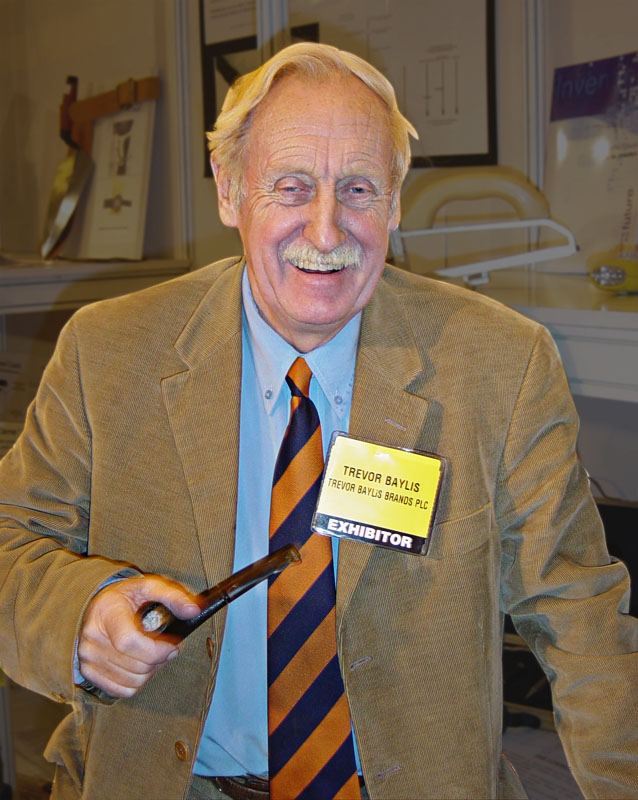
Trevor Baylis, 2006

Trevor G. Baylis (Kilburn, Londres, 13 de maio de 1937 - Twickenham, Londres, 5 de março de 2018) foi um inventor inglês. Ele inventou o "rádio à corda" (acionado por mecanismo de cordas de vento). 